# Celia Johnson
Celia Elizabeth Johnson, född 18 december 1908 i Richmond i London, död 26 april 1982 i Nettlebed i Oxfordshire, var en brittisk skådespelare. Hon är förmodligen mest känd för rollen som Laura i Kort möte (1945), där hon spelar mot Trevor Howard.

## Filmografi (urval)
- 1942 – Havet är vårt öde
- 1944 – De lyckliga åren
- 1945 – Kort möte
- 1952 – Övervakad
- 1953 – Kaptens paradis
- 1955 – Önska vad du vill
- 1969 – Miss Brodies bästa år
- 1978 – Les Miserables
- 1980 – Attack mot Eifeltornet
- 1980 – Staying On